# Archivo Ruiz Vernacci

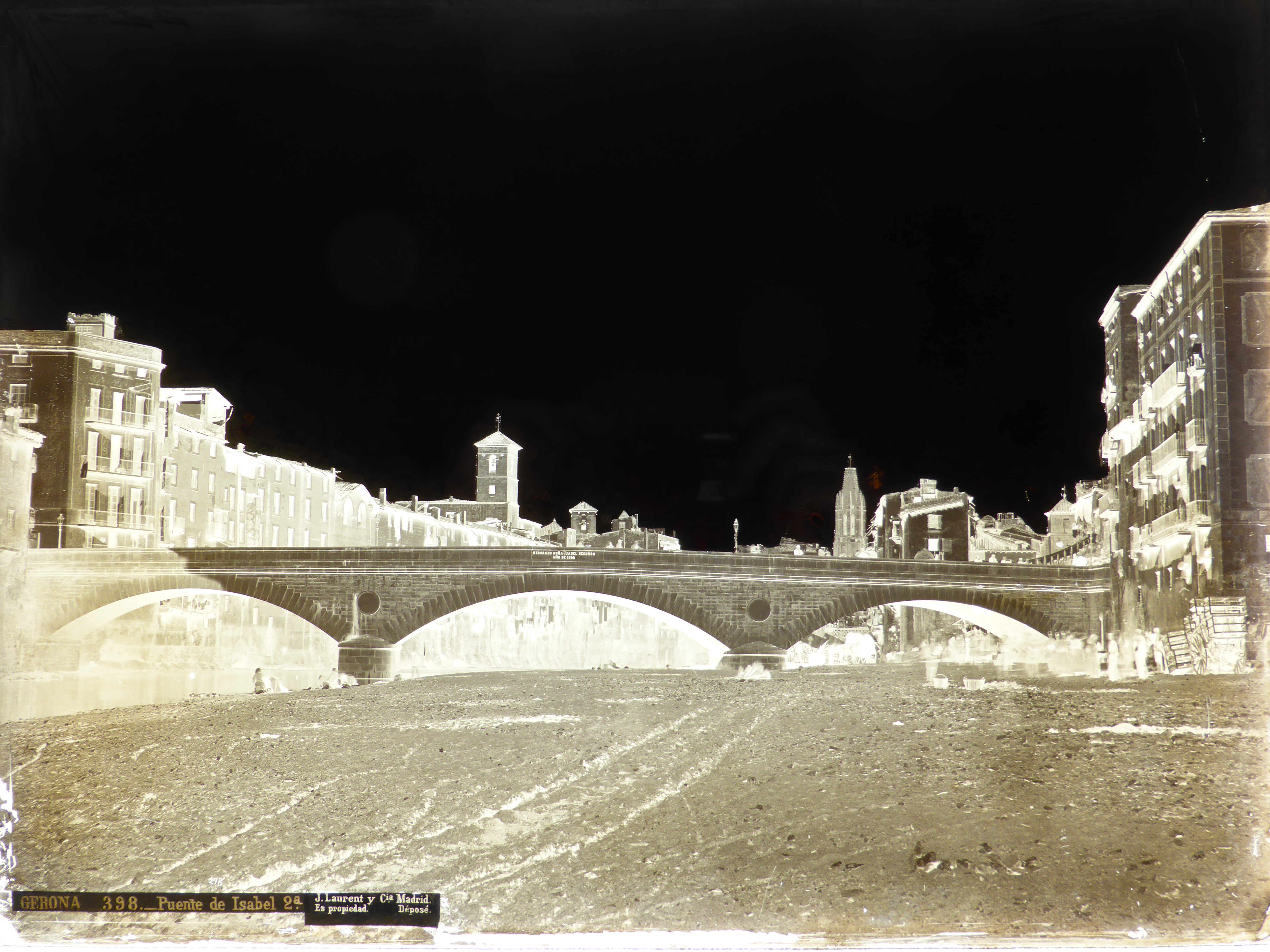
GERONA.- Puente de Isabel II, en 1866 o 1867. Negativo original de vidrio al colodión, del formato 27 x 36 centímetros. Autor: José Martínez Sánchez.

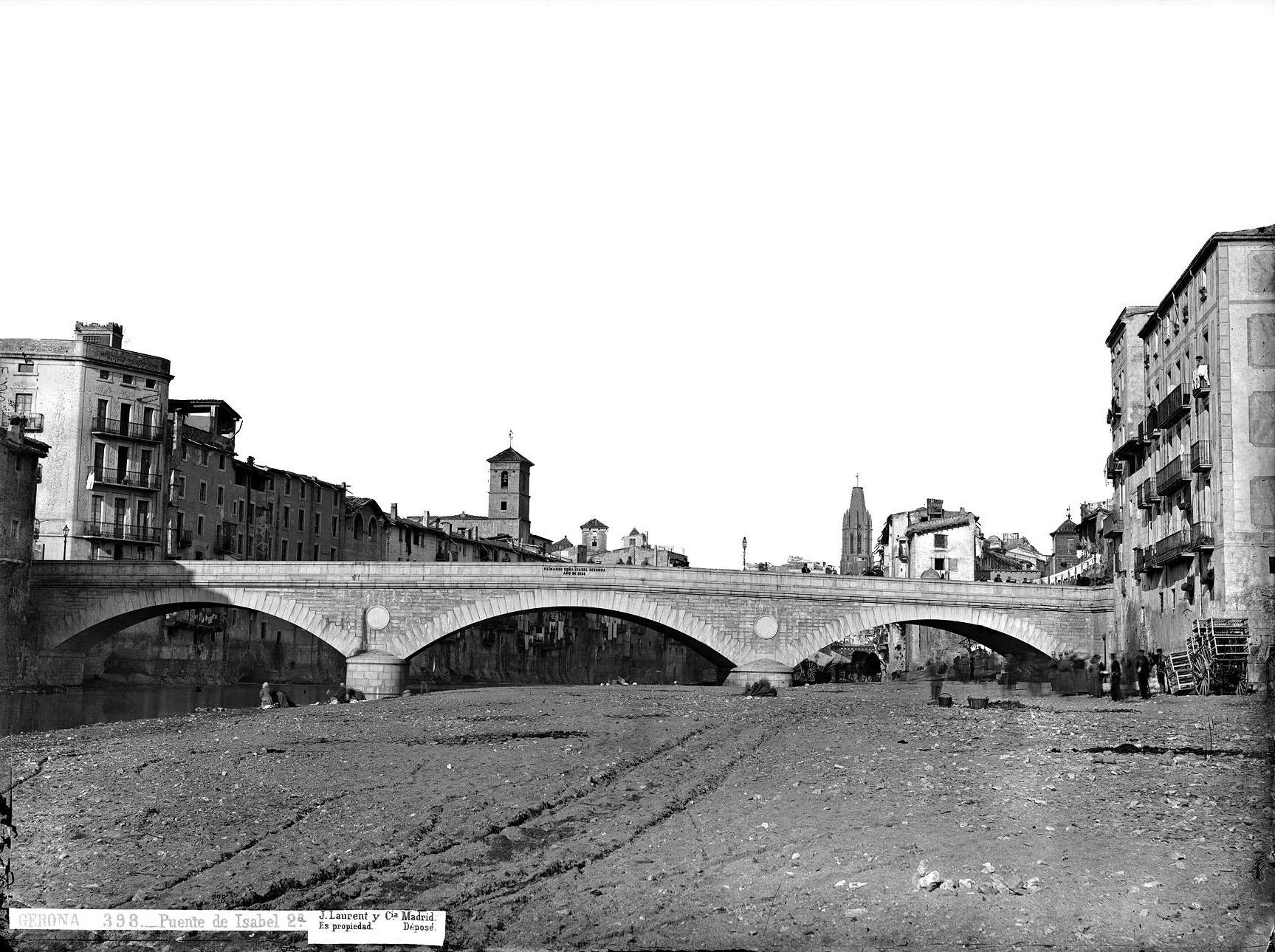
Vista de Gerona, en 1866 o 1867. Positivo digital. Fototeca del IPCE.

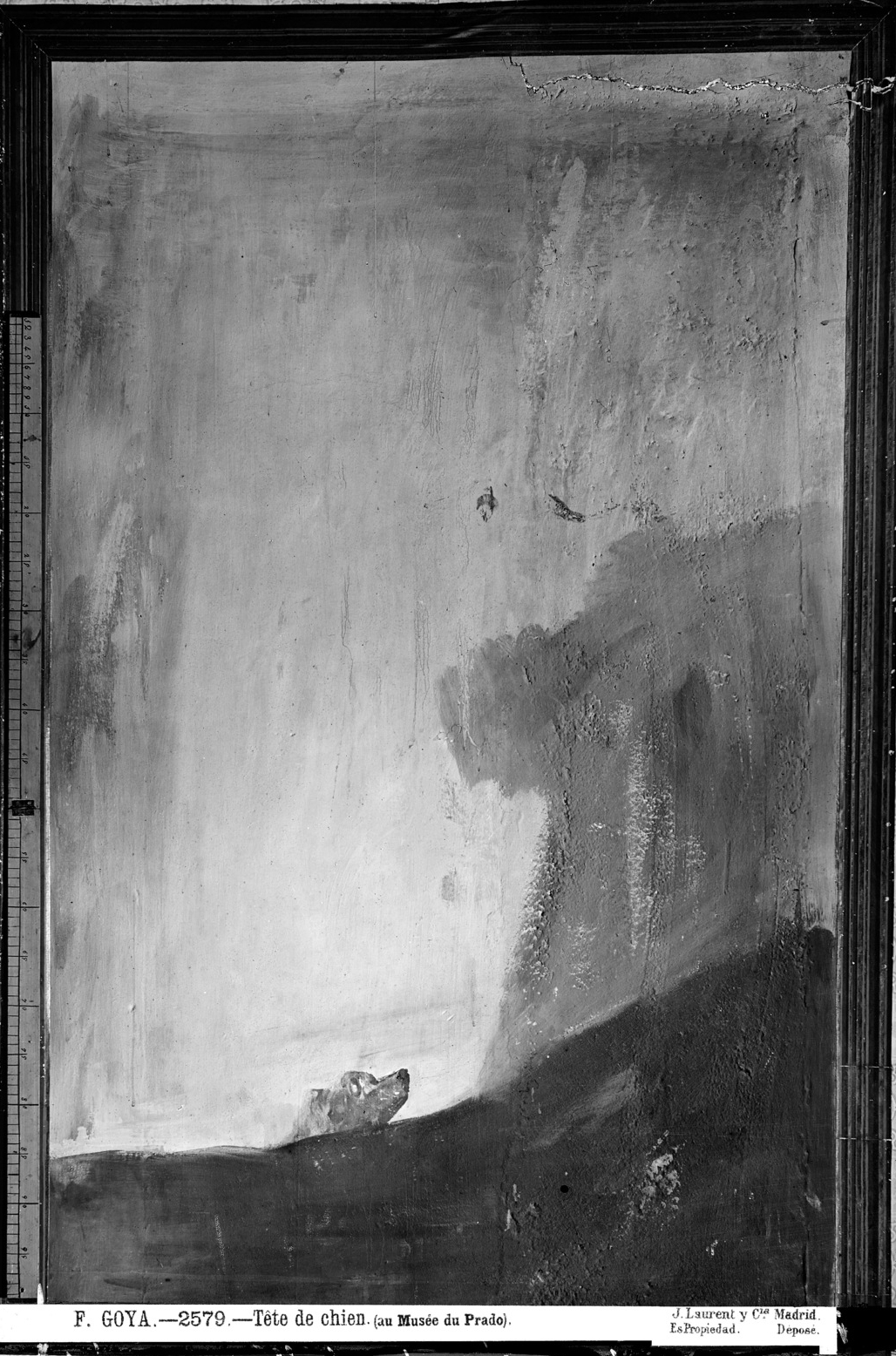
Fotografía del año 1874, de la pintura Perro semihundido en la Quinta de Goya. Positivo digital, a partir del negativo de J. Laurent conservado en el Archivo Ruiz Vernacci.

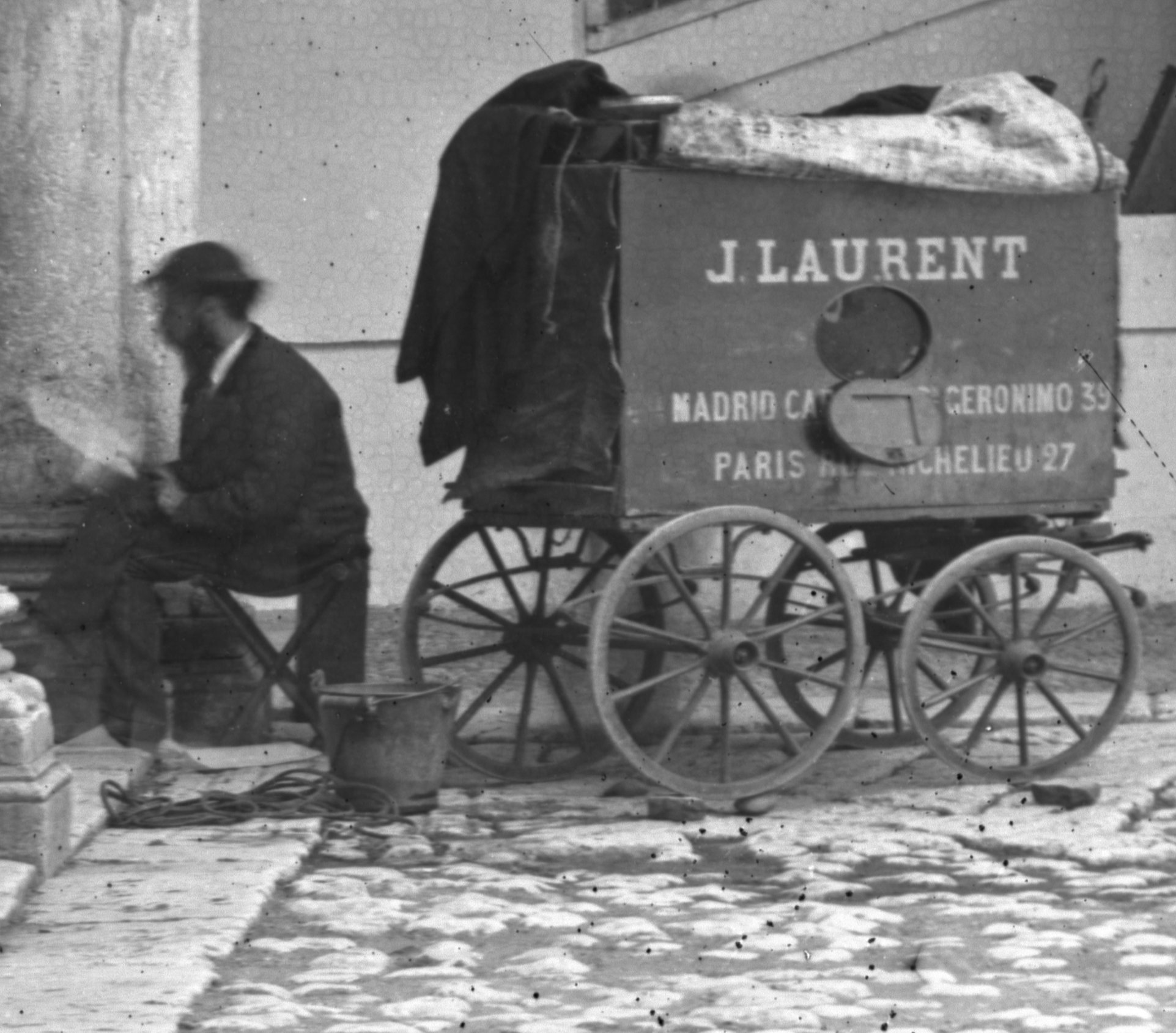
Carruaje laboratorio fotográfico ambulante de Laurent, para preparar y revelar placas de vidrio al colodión. El personaje sería un ayudante de Laurent. Detalle a partir del negativo: VN-00741. Fototeca del IPCE. Positivo digital.

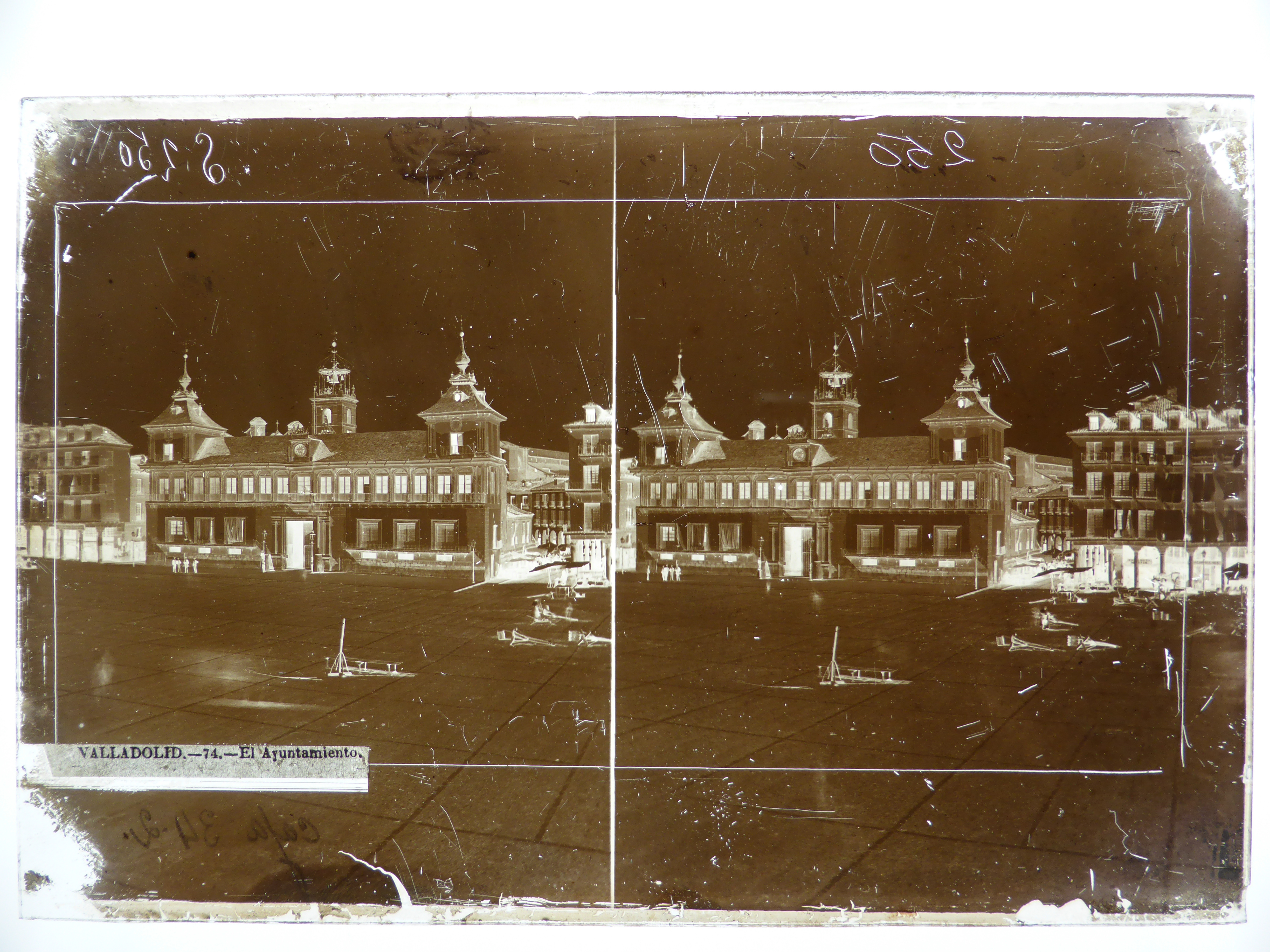
Antiguo Ayuntamiento de Valladolid. Negativo estereoscópico de J. Laurent hacia el año 1865.

El Archivo fotográfico Ruiz Vernacci, o Archivo Ruiz Vernacci, fue adquirido por el Estado español en 1976 a la familia Ruiz Vernacci, últimos propietarios privados del archivo fotográfico iniciado por J. Laurent a mediados del siglo XIX.
Se conserva en Madrid, en el Instituto del Patrimonio Cultural de España (IPCE), del Ministerio de Cultura y Deporte. Su sede se encuentra en la Ciudad Universitaria, en un singular inmueble de planta circular, cerca del Palacio de la Moncloa. El edificio del IPCE se conoce también como "Corona de Espinas", y está declarado Bien de Interés Cultural. Allí también se conservan otros archivos y fondos fotográficos adquiridos por el Estado.   
Consta de más de 40.000 negativos, tomados durante más de un siglo, entre los años 1857 y 1960, por diversos fotógrafos: J. Laurent (Juan o Jean Laurent), José Martínez Sánchez, Alfonso Roswag, José Lacoste, y Joaquín Ruiz Vernacci; así como por todos sus ayudantes, socios y colaboradores.
Pero, realmente, los negativos más importantes son los más antiguos, obtenidos y comercializados por J. Laurent, y por "J. Laurent y Compañía". Se pueden contabilizar cerca de 12.000 negativos de vidrio, en su mayoría del procedimiento fotográfico llamado colodión húmedo, en grandes formatos. De ellos, 9.500 son del formato 27 x 36 centímetros; otros 1000 son negativos estereoscópicos, y 15 de dimensiones extraordinarias: 27 x 60 centímetros. 

## Vistas delsigloXIX
Laurent catalogó fotografías de casi todos los temas: vistas de ciudades y pueblos, monumentos, obras de arte, obras públicas, retratos de personalidades y tipos populares. Todas estas imágenes tienen un gran valor documental.
El archivo de Laurent consiguió disponer de vistas panorámicas de las capitales provinciales de la España peninsular (excepto Almería, Huesca y Soria). Y también de las principales ciudades portuguesas, a las que viajó Laurent en el año 1869. Además, en cada población, fotografiaba sus principales monumentos antiguos (catedral, iglesias y palacios,...), y piezas destacadas de sus museos y de colecciones privadas.
En cuanto a obras de arte, Laurent fotografió pinturas de los maestros antiguos y contemporáneos, así como esculturas, armaduras, tapices y otros objetos. En el Museo del Prado, de Madrid, reprodujo sistemáticamente las obras expuestas, y vendía copias fotográficas en un local del mismo museo. Editó sucesivos catálogos (entre los años 1861 y 1880) relacionando todas sus fotografías a la venta.
Además de las fotografías que vendía por catálogo, Laurent tomaba otras vistas por encargo. Por ejemplo, en 1874 Laurent fotografió las Pinturas negras de Goya, en su situación original en las paredes de la Quinta del Sordo. Estas fotografías se creía que pudieron ser encargadas como modelo para grabados, pero fueron realizadas para uso del restaurador Salvador Martínez Cubells, cuando la Quinta de Goya era propiedad del barón de Erlanger. Y, como era un encargo privado, Laurent nunca comercializó estas fotografías; aunque sus sucesores sí que las difundieron, hacia 1890, cuando las pinturas ya habían sido transferidas a lienzo y donadas al Museo del Prado.  Los negativos originales se conservan actualmente en el Archivo Ruiz Vernacci.

## Conservación de los negativos
Los negativos originales de Laurent, de vidrio al colodión, se conservan envueltos en sobres individuales, de cuatro solapas (o aletas), de papel de pH neutro. La gran mayoría de dichos negativos se almacenan en posición vertical, para evitar presiones. En cambio, los negativos rotos (un 5%) se conservan horizontalmente en cajas planas.
Aunque en el año 1995 se digitalizaron varios miles de negativos, a partir de 2010 el trabajo se repitió con más calidad. Los negativos originales del formato 27 x 36 centímetros, se digitalizaron a su tamaño, 600ppp, 16 bits y RGB (color), en formato TIF. Y al positivar cada una de las imágenes, quedan con un peso cercano a 100 megas, en escala de grises, 16 bits, en TIF.
Los negativos antiguos de vidrio al colodión, originales del siglo XIX, deben conservarse en condiciones ambientales estables, con una humedad relativa entre el 30% y el 40%, y nunca superar el 50%. Los expertos internacionales, como el portugués Luis Pavão, autor del libro Conservación de Colecciones de Fotografía, o la española Rosina Herrera, autora del nuevo libro Conservación y restauración de fotografía, recomiendan controlar la humedad relativa.
También el conservador de fotografía Ángel Fuentes escribió lo siguiente: La Humedad relativa y no la temperatura es la causa mayor del deterioro fotográfico por lo que la temperatura ideal es aquella más baja posible en la que podamos garantizar una humedad relativa entre 30% y 40%  sin más de un 5% de fluctuación.
Por el contrario, si se mantiene una imprudente humedad relativa extrema (más del 60%) durante cuatro meses, el resultado será la lixiviación del vidrio.

## Difusión de las fotografías
En 2023 se pueden visualizar 12.000 fotografías de la antigua casa Laurent en Internet, en el catálogo de la Fototeca del Instituto del Patrimonio Cultural de España, del Ministerio de Cultura y Deporte.
El mismo catálogo permite acceder a fotografías conservadas en otros archivos del Instituto del Patrimonio Cultural de España. Por ejemplo, pueden buscarse las imágenes del Archivo Moreno (años 1900 a 1954, principalmente de obras de arte), y también las 1000 fotografías estereoscópicas del Archivo Villanueva, de monumentos y paisajes de la provincia de Burgos, entre los años 1913 y 1930, cuyo autor fue el relojero y fotógrafo aficionado Eustasio Villanueva.
Otro archivo destacado es el Loty, con negativos para realizar tarjetas postales fotográficas, entre los años 1926 y 1936. O el archivo Conde de Manila, en proceso de digitalización, que incluye 700 placas autocromas Lumière, de retratos y vistas de Madrid y Toledo.

## Cajas de fabricantes de material fotográfico
Se conservan varios centenares de cajas de cartón con etiquetas de antiguos fabricantes de material fotográfico. Son cajas en las que se vendían placas y papeles fotográficos sensibilizados. En su mayoría corresponden a embalajes de placas de vidrio, del procedimiento al gelatino-bromuro de plata. Se están catalogando estas cajas, y una vez limpias se van guardando en un planero.
Se han catalogado dos cajas de una casi desconocida fábrica madrileña del año 1912, fundada por Gastón Welter y otros socios, con el nombre: "G. Welter y Compañía". Esta industria tenía su sede en la calle Huertas, número 54. El fotógrafo José Lacoste, que trabajó hasta 1915, debió probar las placas Welter.

## Galería

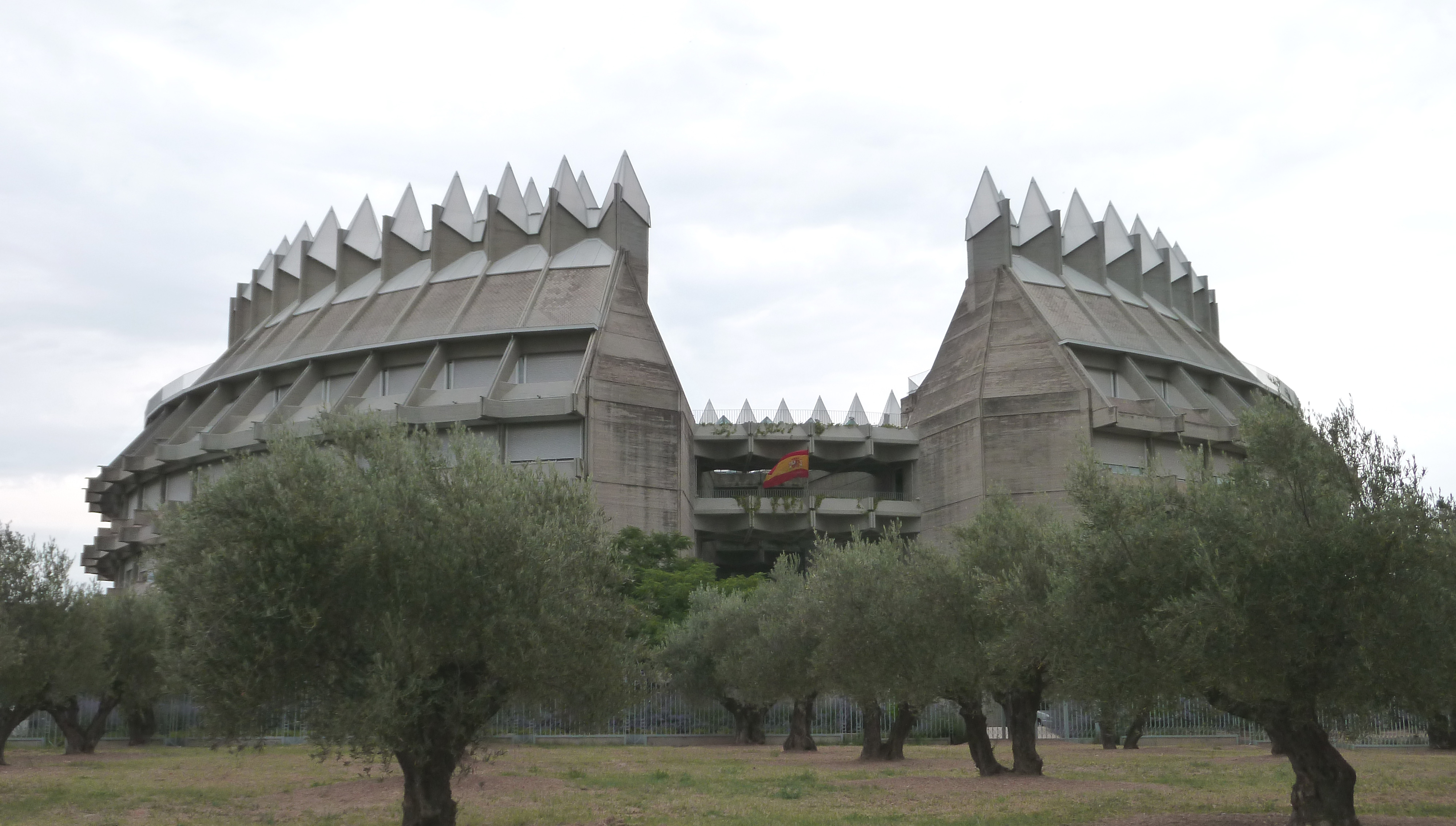
Sede del Instituto del Patrimonio Cultural de España, donde se conserva el Archivo Ruiz Vernacci, con los negativos de J. Laurent.
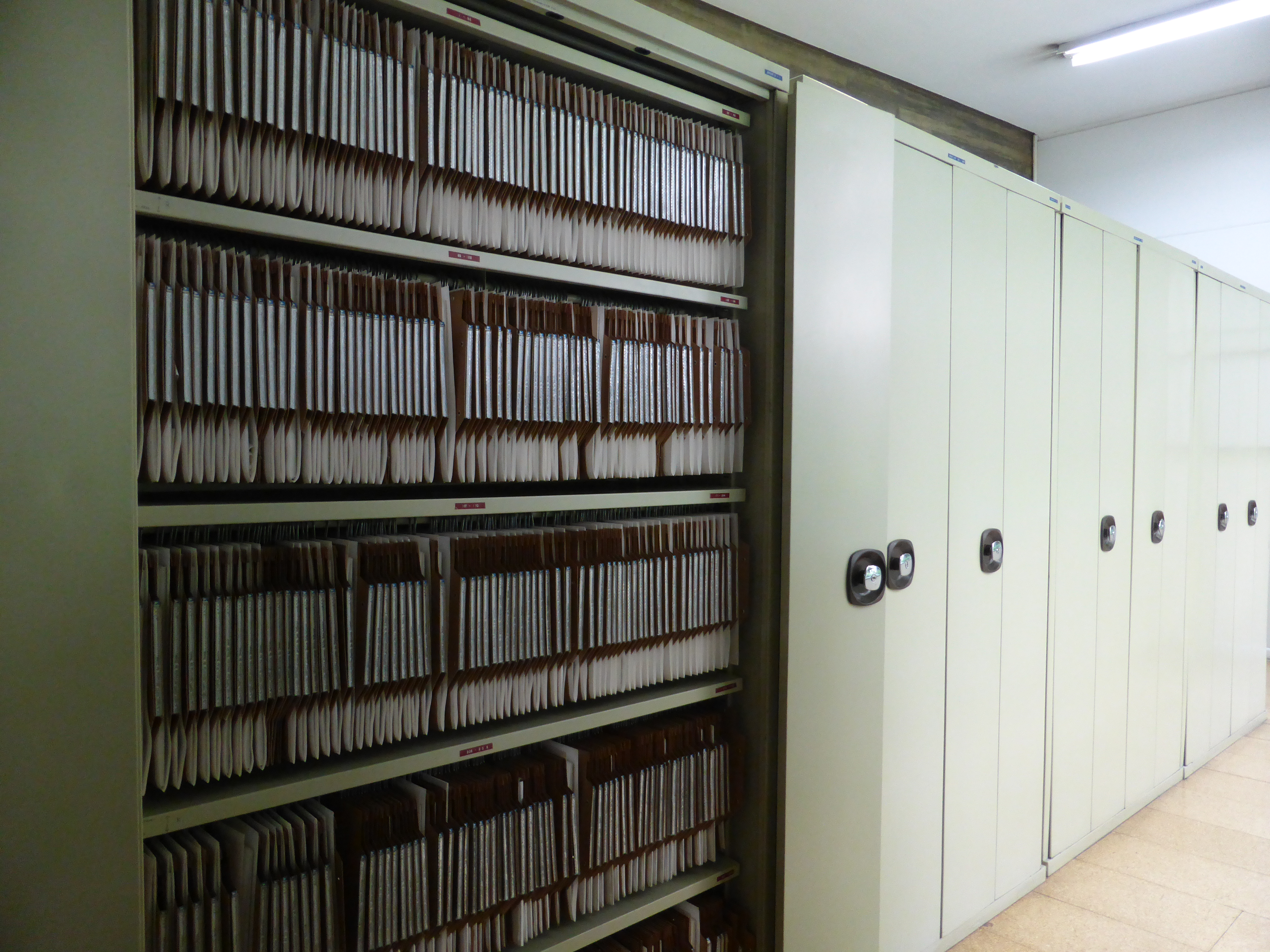
Depósito del archivo Ruiz Vernacci. En cada armario se conservan 340 negativos de vidrio originales del siglo XIX, del formato 27 x 36 centímetros.
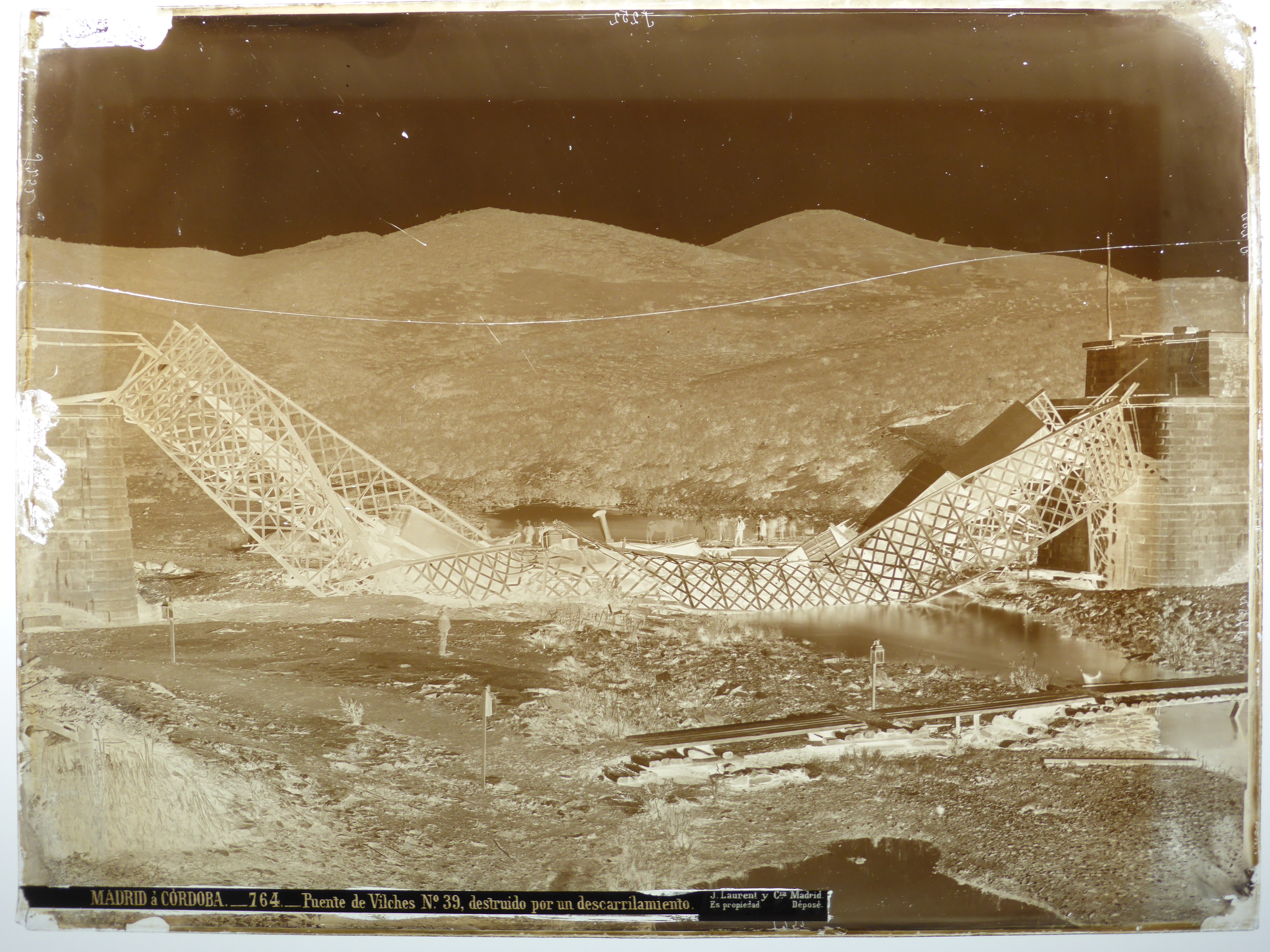
Diciembre de 1874. Puente de Vilches nº 39, destruido por un descarrilamiento. Negativo de vidrio al colodión, de J. Laurent, Fototeca del IPCE.
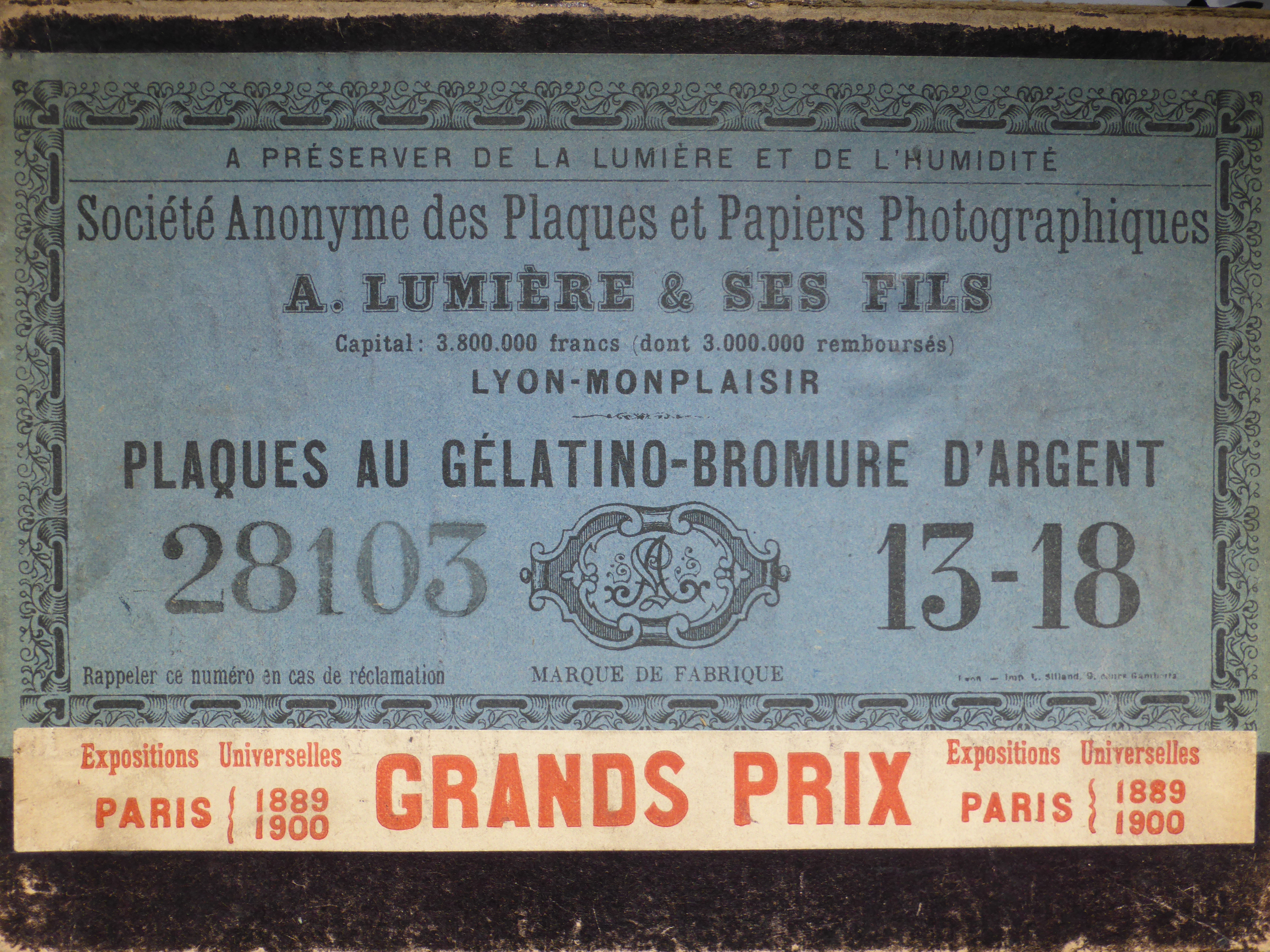
Caja de placas secas al gelatino-bromuro de plata, marca Lumière, hacia 1900, Fototeca del IPCE.
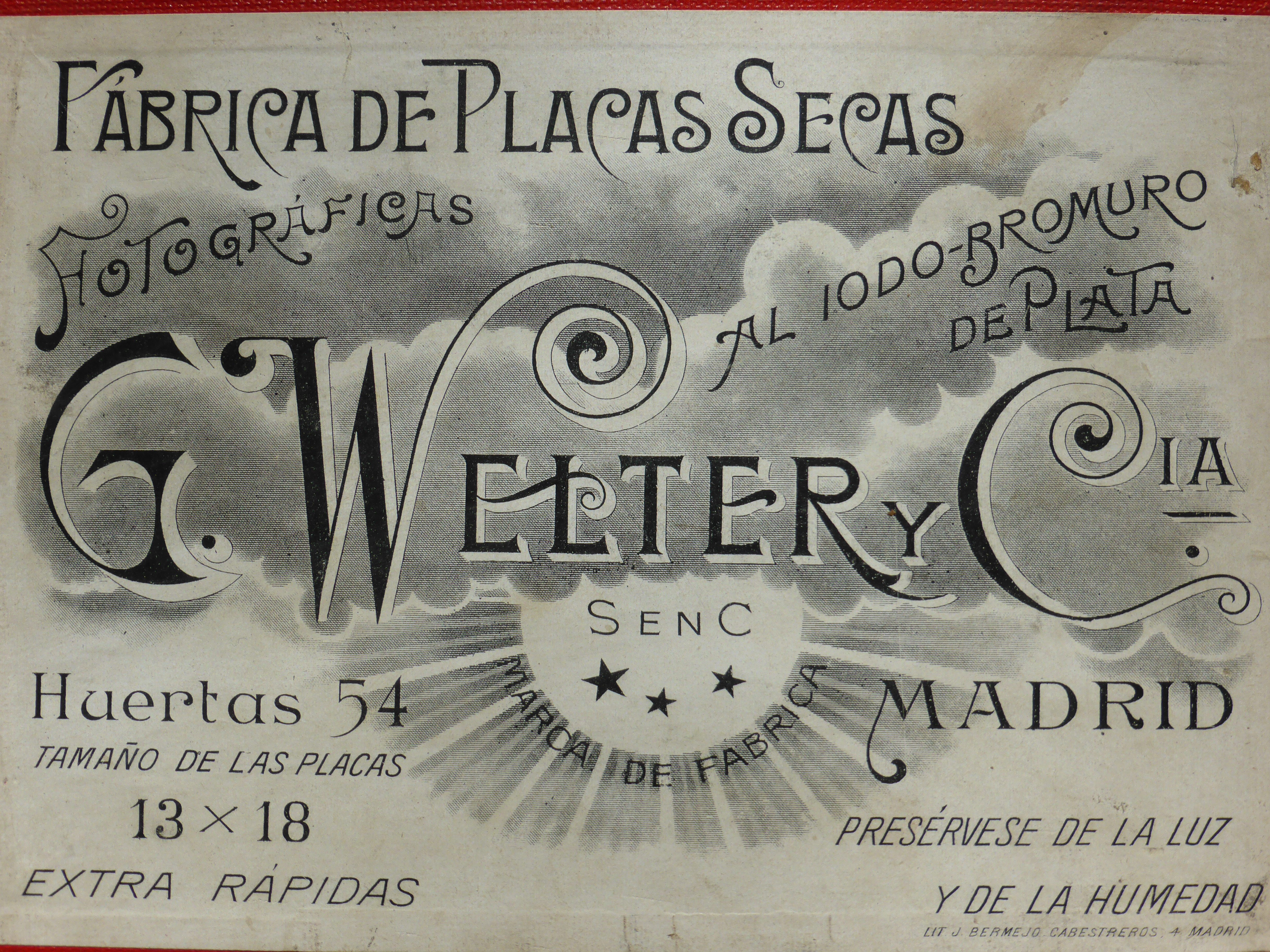
Caja de placas fotográficas fabricadas por G. Welter y Compañía, en Madrid, hacia el año 1912. Fototeca del IPCE.